# Platanichthys platana
La sardina o mandufia (Platanichthys platana) es la única especie que integra el género monotípico Platanichthys, un pez eurihalino anfibiótico clupleiforme de la familia Clupeidae. Habita en ambientes acuáticos de clima templado en el centro-este de Sudamérica. 

## Taxonomía
Esta especie fue descrita originalmente en el año 1917 por el ictiólogo británico Charles Tate Regan bajo el nombre científico de Lile platana.
El género Platanichthys fue descrito originalmente en el año 1968 por Peter James Palmer Whitehead. Se lo incluye en la subfamilia Cupleinae.  
Localidad tipo
La localidad tipo es: “Río de la Plata”.

## Distribución
Se distribuye en el centro-este de América del Sur, en el sudeste del Brasil en los estados de: Río de Janeiro, São Paulo, Paraná, Santa Catarina y Río Grande del Sur; en el sur y sudeste del Uruguay, y en el centro-este de la Argentina, en aguas estuariales del océano Atlántico Sudoccidental, y en ríos y lagunas conectadas al mar, por ejemplo en las aguas dulces de la albufera llamada laguna de Mar Chiquita y en el Río de la Plata y su cuenca homónima, en las subcuencas de los ríos Paraná inferior y Uruguay inferior, y en los cursos fluviales que desembocan directamente en el Plata, especialmente en la cuenca del río Salado bonaerense. 
Habita tanto en ambientes de agua dulce como en estuarios con agua salobre que contactan litorales marinos, en profundidades menores a los 50 metros.

## Características
Recuerda una mojarrita (orden Characiformes) pero a diferencia de ellas no posee aleta adiposa. La mayor longitud que alcanza ronda los  6,7 cm de largo total.
Tiene una boca pequeña; la maxila se extiende hacia atrás sin superar el borde inferior del ojo. Exhibe un cuerpo alargado, comprimido, con el vientre en forma de quilla y el margen ventral con escudos. En su patrón cromático destaca una banda plateada horizontal en cada lado del cuerpo y una pequeña mancha oscura sobre la base de la aleta caudal.

## Costumbres
Alimentación
Su dieta es omnívora, centrada en especial en zooplancton, algas filamentosas, detrito, bivalvos, larvas de insectos, etc.
Reproducción
En el río Tramandaí (sur del Brasil) presenta un período reproductivo primavero-estival.